# Jun'yō Maru
El Junyō Maru o Zyunyo Maru (顺阳丸) fue un carguero japonés usado por la Armada Imperial Japonesa como barco prisión. Originalmente construido  en Inglaterra en 1913, y hundido durante la Segunda Guerra Mundial con el nombre de Zyunyo Maru, el 18 de septiembre de 1944, por un ataque de torpedos lanzados por el HMS Tradewind causó la pérdida de 5600 vidas humanas frente a las costas de Sumatra.  
Es uno de los naufragios ocurridos en el Frente del Pacífico con mayor número de víctimas.

## Historia
Fue construido en 1913 en Glasgow (Escocia) con el nombre de Ardgorm para Lang & Fulton en las rutas hacia Asia desde 1913 hasta 1917. Fue vendido a la “American Steam Shipping” y sirvió dos años en las rutas americanas con el nombre de Hartland Point. Posteriormente pasó a manos de la “Anglo-Oriental Navigation Co. Ltd” con el nombre de Hartmore hasta 1921, cuando fue vendido a la compañía japonesa “Sanyo Sha Goshi” y bautizado como Sureway hasta 1927.
La “Karafuto Kissen KK “ lo adquiere y le pone el nombre de Junyō Maru (nombre por el cual fue más conocido) para servir en esa línea hasta 1938. Su último propietario fue Baba Shoiji KK, que lo compra ese año bajo el nombre modificado de Zyunyo Maru.

### Segunda Guerra Mundial
El 16 de septiembre de 1944, el Junyō Maru zarpa de Tanjong Priok, Batavia, escoltado por una corbeta y un cañonero equipado con ASDIC. En la bodega de proa están hacinados en condiciones infrahumanas unos 6500 prisioneros, de los cuales 2300 eran prisioneros de guerra holandeses, británicos, estadounidenses y australianos. El resto eran trabajadores forzados javaneses.
El buque-prisión tenía por destino Padang para los trabajos forzados en el ferrocarril de Sumatra. Para hacer más espacio en las bodegas, se había construido en el interior de la bodega de proa una cubierta falsa con bambúes, subdividida en jaulas para duplicar la capacidad. Durante el viaje, una parte de esa cubierta falsa cedió y aplastó a varios de ellos.
Los japoneses sabían que podían ser torpedeados, así que portaban chalecos salvavidas; pero los prisioneros no habían sido provistos de este elemento de seguridad. El viejo barco sólo contaba con dos botes salvavidas.
El 18 de septiembre de 1944, estando frente a Mokumoku, isla de Sumatra, a las 15:30 horas fueron descubiertos por el submarino inglés HMS Tradewind, que los siguió hasta quedar en posición de disparar.
Este submarino, al desconocer la naturaleza de la carga y debido a la presencia de escolta, supuso que se trataba de un transporte de tropas.
A las 17:30 horas, disparó una salva de cuatro torpedos, alcanzando uno ellos el cuarto de máquinas y otro sector más al centro.  El Junyō Maru empezó a hundirse de popa y los prisioneros luchaban por salvar la vida mientras el buque se hundía. Los prisioneros con más suerte se arrojaron por la borda mientras la proa se levantaba. El buque de escolta recogía preferentemente a los guardias japoneses y a uno que otro prisionero sobreviviente. 
Finalmente, después de salvar a sus compatriotas, recién fueron recogidos unos 880 prisioneros, de los cuales unos 680 eran de guerra; se estima que perecieron 5620 de ellos en el hundimiento. Los sobrevivientes continuaron con su destino a Padang.
El HMS Tradewind, al retirarse no se percató sorprendentemente de la tragedia humana que había desatado con el ataque.
Una placa conmemorativa recuerda la tragedia del Junyō Maru en Leuwigadjah Ereveld, Tjimahi, isla de Java.
El Junyō Maru no fue la única embarcación con prisioneros echada a pique en el frente del Pacífico;  hubo al menos 22 casos similares, conocidos como los barcos infernales, que fueron  hundidos casi todos ellos por fuerzas estadounidenses. El Junyō Maru  fue el hundimiento que causó el mayor número de muertes de prisioneros de guerra en ese frente y fue la única embarcación de su tipo echada a pique por fuerzas británicas.